# Vito Massarotti
Vito Massarotti (Taranto, 18 aprile 1881 – Milano, 4 ottobre 1959) è stato un medico e psichiatra italiano.
Considerato uno dei pionieri della psicologia del lavoro e della psicotecnica in Italia, attivo nella Croce Rossa Italiana, è stato inoltre direttore di un grande ospedale milanese negli anni 1930 (l'"Istituto Medico Chirurgico XXVIII Ottobre"), fino alla fine della seconda guerra mondiale.

## Biografia

### Famiglia e interessi
Primogenito di cinque figli, Vito Massarotti nacque a Taranto il 18 aprile 1881 da una ricca e colta famiglia: il padre Giovanni era un farmacista di Cremona, che trasferitosi a Taranto sposò una ragazza pugliese. Durante la sua vita, prestò sempre grande interesse allo studio delle attitudini e della sicurezza dei lavoratori, in particolare di quelli addetti al trasporto pubblico; comprese l'importanza che avrebbe avuto l'indagine tramite esami psicoattitudinali, eseguiti con strumentazione adeguata a valutare l'efficienza dei lavoratori, non disgiunta dalla loro tutela. Fu un appassionato di lettura e scrittura, entrò a far parte della Massoneria e dell'Ordine dei Cavalieri di Sant'Uberto.

### Formazione
Frequentò le scuole a Taranto, rimase orfano di padre durante l'ultimo anno di liceo a 18 anni e decise di iscriversi alla Facoltà di Medicina e Chirurgia nella più antica Università d'Italia, quella di Bologna, dove insegnavano illustri esponenti dell'arte medica come Augusto Murri. Vito Massarotti si laureò il 17 luglio 1905 (dopo il suo trasferimento da Bologna a Roma) con relatore il professor Augusto Tamburini (che ricopriva la cattedra di Psichiatria), con una tesi dal titolo "Il suicidio nella vita e nella società moderna; sua eziologia, patogenesi, sintomatologia, profilassi". Subito dopo la laurea ottenne la specializzazione in neuropsichiatria presso la "Clinica delle Malattie nervose e mentali" e divenne direttore medico della casa di cura privata denominata "Sanatorio Bellosguardo" a Roma.

### Impegno al fronte e incontro con la moglie
Partecipò attivamente e coraggiosamente ai due conflitti mondiali come Ufficiale medico della Croce Rossa Italiana, a dimostrazione della grande sensibilità e del suo profondo senso di umanità; infatti allo scoppio della prima guerra mondiale l'Italia chiamò alle armi moltissimi giovani tra cui lo stesso Vito Massarotti, capitano medico della Sanità Militare; quella fu l'occasione per conoscere la futura moglie, Rosa Pagani, figlia di Luigi, capitano dei granatieri di Bardolino (Verona), con cui Vito aveva stretto amicizia. Il 3 febbraio del 1918 i due si sposarono civilmente e dopo la guerra andarono ad abitare a Milano. Dalla loro unione nacquero tre figlie: Nelia, Giulia e Vanna, le quali gli furono molto vicine soprattutto durante gli ultimi anni di vita, quando le sue condizioni di salute si aggravarono a causa di problemi a livello renale e cardiaco. Si spense a Milano all'età di 78 anni con accanto le sue amate figlie (la moglie era morta nel 1947) il 4 ottobre 1959 e venne sepolto nel cimitero di Magenta, in provincia di Milano, nella tomba di famiglia della moglie.

## La professione medica
Dopo il conseguimento della laurea, ricoprì fino al 1911 il ruolo di assistente presso la "Clinica delle Malattie nervose e mentali" di Roma diretta dal professor Augusto Tamburini. Nel 1907 divenne membro della Società freniatrica italiana e svolse la sua attività principale come direttore del "Sanatorio Bellosguardo" per le malattie del sistema nervoso, istituzione fondata nel 1901 da Ezio Sciamanna e fra le più rinomate strutture sanitarie del genere in Italia; lavorò lì fino al maggio 1915, quando ottenne la libera docenza in Clinica psichiatrica, confermata definitivamente nel 1929. Durante la Prima Guerra Mondiale, Vito Massarotti venne nominato Capo Ufficio Sanità della difesa orientale del lago di Garda ed ebbe l'incarico di Direttore del 152º Ospedale da campo ad Innsbruck, in Tirolo, che venne organizzato con circa 500 letti nella Biblioteca della Neue Universitat. Durante questa esperienza si occupò in particolare della diagnosi e della cura dei militari neurolesi, sia a livello somatico che a livello psichico, con particolare riguardo alle neurosi causate da eventi e traumi bellici. Per tutto ciò che aveva dato come medico al fronte e poi prima del congedo, ricevette vari elogi da parte della Direzione Sanità della 1ª Armata e del XXIX Corpo d'Armata e inoltre una medaglia d'argento della Croce Rossa Italiana "in premio delle sue qualità militari, per la competenza ed abilità tecnica ed organizzativa dimostrata nei numerosi incarichi direttivi affidatigli sia in zona di guerra che in zona territoriale". Partecipò anche al secondo conflitto mondiale come Consulente Neuropatologo della 3ª legione DI.C.A.T-M.V.S.N (Difesa Contraerea Territoriale- Milizia Volontaria per la Sicurezza Nazionale) e come direttore dello stabilimento nº 4 della Croce Rossa Italiana; ricoprì un importante ruolo nell'associazione Vigilanza Igienico Sanitaria, un'associazione di beneficenza ispirata ai più alti sensi di umana solidarietà, che si proponeva di curare l'adempimento di ogni prescrizione igienica e sanitaria nei confronti dei malati poveri e delle loro famiglie, prestando amorevole assistenza a quei malati, che non avendo i prescritti anni di domicilio a Milano, non potevano usufruire del beneficio degli enti morali cittadini. In tale contesto il professor Vito Massarotti, fu presidente della Sezione Igiene e responsabile della specialità di Neuropatologia.

## Esperienza lavorativa

### Dalla psicologia sperimentale alla psicotecnica
Massarotti fu un protagonista di spicco nello studio e nell'applicazione concreta della psicotecnica nell'ambito della psicologia del lavoro, finalizzata al miglioramento delle condizioni dei lavoratori e della loro sicurezza. In Italia l'interesse per la psicologia sperimentale, si sviluppò verso la fine dell'Ottocento grazie ad esponenti come Roberto Ardigò, massimo esponente del Positivismo in Italia, che scrisse "La psicologia come scienza positiva", segnando di fatto la nascita della psicologia sperimentale italiana, e Giuseppe Sergi, che istituì il primo laboratorio di psicologia sperimentale. Il metodo psicologico ha avuto diverse applicazioni nel campo del lavoro dando vita alla disciplina nota come psicotecnica, che si occupa tra le tante cose dell'orientamento lavorativo specialistico degli addetti e dell'assegnazione delle reclute ad uno o ad un altro ramo dell'esercito. I principali pionieri in Italia sono stati Angelo Mosso e padre Agostino Gemelli.

### Attività nell'Azienda Tranviaria Municipale di Milano
Vito Massarotti entrò a contatto con il mondo del lavoro nel luglio 1929 quando venne assunto dall'Azienda Tranviaria Municipale di Milano come capo dei servizi sanitari, direttore del servizio assistenziale della "Cassa di Soccorso e Malattia" e direttore dell' "Istituto Psicotecnico", l'unico esistente in Italia per le aziende di trasporto. Qui compì migliaia di esami sui guidatori di mezzi pubblici, potenziando e perfezionando l'attrezzatura scientifica dell'istituto e contribuendo alla definizione della normativa sulla sicurezza e la tutela dei lavoratori; come membro della commissione della "Accademia Medica Lombarda", si adoperò affinché venisse reso obbligatorio per legge, per i guidatori di veicoli rapidi in servizio pubblico, l'esame psicotecnico presso adatti laboratori diretti da medici, in modo tale da verificare che fossero in possesso delle qualità somato-neuro-psichiche indispensabili per garantire la tranquillità e la sicurezza delle persone. Partecipando alla "Seconda Conferenza per l'unificazione nazionale delle norme e dei segnali per la circolazione urbana" (Milano dal 17 al 19 aprile 1931), sua era stata la relazione su "L'esame psicotecnico nei guidatori di autoveicoli", nella quale denunciava che troppi neuropatici, troppi facilmente irritabili, troppi "deficienti" dell'udito e della vista, avevano il diritto di guidare una macchina, costituendo in tal modo un grande pericolo per la salute dei cittadini. Nel 1932 Vito Massarotti entrò a far parte anche del "Centro di studi per la prevenzione degli infortuni stradali" e partecipò al terzo Congresso di psicotecnica della "Società di Medicina Sociale" a Roma, dove parlò della selezione dei conduttori di veicoli rapidi; ancora una volta le sue proposte furono accolte e rese obbligatorie: sosteneva che il guidatore di autoveicoli dovesse risultare sano nei vari organi che presiedono alla vita (cuore, polmoni, stomaco, fegato, reni), poi negli organi di senso (vista, udito), nell'organo coordinatore (sistema nervoso) ed infine nell'esame psicotecnico che doveva vagliare le qualità mentali indispensabili al suo lavoro come l'attenzione, la rapidità e la coordinazione degli stimoli.
(Seconda Conferenza per l'unificazione nazionale delle norme e dei segnali per la circolazione urbana. L'esame psicotecnico nei guidatori di autoveicoli)
Nel 1933 nacque a Milano l' "Istituto Medico Chirurgico XXVIII Ottobre" della "Cassa di Soccorso e Malattia" dell'Azienda Tranviaria Municipale (A.T.M.), con a capo il professor Vito Massarotti, come direttore del progetto sanitario. L'ospedale fu l'ambiente più importante per l'indirizzo scientifico-culturale della sua professione, dove egli ebbe la possibilità di svolgere con passione e competenza per molti anni studi, ricerche, diagnosi, terapie e conclusioni su tutte le persone esaminate secondo i dettami della psicotecnica. L'Istituto poteva vantare un gabinetto psicotecnico fra i più attrezzati d'Europa per la selezione dei guidatori di tranvai e per gli autisti, che consisteva in una serie di specifici apparecchi in grado di riprodurre, in parte, quanto avviene nelle condizioni di guida normale e permettendo dunque di tradurre in valori tutte le qualità necessarie ad un buon guidatore.

### Il congedo dall'A.T.M. e dall'Istituto ospedaliero
Verso fine aprile 1945, la guerra era definitivamente conclusa in Italia e quasi immediatamente vennero distrutti oppure modificati molti simboli del precedente regime fascista. Fra questi venne smantellata la scritta "Istituto Medico Chirurgico XXVIII Ottobre" che troneggiava sul frontone dell'ingresso dell'ospedale, per essere sostituita con quella di "Ospedale dei Tranvieri Luigi Resnati"; tutto il personale dell'Istituto venne messo sotto inchiesta, primo fra tutti il suo direttore Vito Massarotti che era iscritto al partito fascista sin dall'8 settembre 1922. Il Governo Militare Alleato lo accusò di aver ottenuto la nomina a Ispettore medico-fiscale per meriti fascisti, di aver vantato i propri meriti e richiesto la qualifica di squadrista per proporre avanzamenti, di aver licenziato i medici non iscritti al P.N.F., di essere stato fra i primi a licenziare i medici ebrei, di aver imposto il saluto fascista persino a suore e sacerdoti, di aver richiesto la presenza di Achille Starace, alto gerarca fascista, per l'inaugurazione dell'Ospedale dei Tranvieri proponendo il nome XXVIII Ottobre, di aver segnalato e fatto licenziare un ammalato perché portava un tatuaggio a forma di falce e martello. Vito Massarotti, consapevole di avere agito sempre in buona fede, prestato soccorso e conforto, si vide precipitare addosso una serie di accuse ingiuste ed infondate, dalle quali riuscì con fatica a riprendersi. Grazie all'aiuto delle figlie riprese ad esercitare la libera professione e la consulenza neuropsichiatrica.

## Scritti sul suicidio e sull'omosessualità

### Suicidio
Fra i numerosi saggi da lui redatti, molto interessanti risultano quelli a proposito del suicidio e dell'omosessualità, a testimonianza dell'abilità e del coraggio di affrontare argomenti, che per la mentalità comune dell'epoca, raramente venivano considerati degni di attenzione. Il suicidio viene da lui definito come un doloroso privilegio dell'uomo, che lo ha seguito sempre con maggiore o minore intensità e con diverse e varie manifestazioni. Vito Massarotti considera vuote le spiegazioni del fenomeno da parte della religione e della morale e afferma invece che la spiegazione va cercata nella vita psichica dell'uomo e soprattutto nelle sue variazioni morbose; è indispensabile, nello studio del suicidio, prendere in considerazione sia il fattore individuale che quello sociale perché sono spesso correlati e si lamenta che alcune scienze come la sociologia, talvolta dimentichino il primo fattore.
(Il suicidio nella vita e nella società moderna. Sua etiologia-patogenesi-sintomatologia e profilassi)
Massarotti osservò che la causa più appariscente di suicidio è il fattore sessuale soprattutto nelle donne, poi altre cause frequenti sono la miseria, i dissesti finanziari, i gravi dolori sofferti, i rimproveri dei genitori negli adolescenti, le malattie croniche e i vari dispiaceri familiari. Di tutti i sintomi delle malattie mentali, quello che generalmente porta al suicidio è lo stato depressivo e lo stato d'ansia; dagli studi effettuati e dai risultati statistici ottenuti, Massarotti osservò che la tendenza al suicidio è frequente tra gli epilettici come negli isterici, ma anche negli alcolisti, nei cocainomani, nei paranoici, spesso tormentati da idee di persecuzione e allucinazioni e nelle persone che vivono una complessa passione amorosa; il suicidio è un sintomo di altre malattie ed esso stesso è una malattia, quindi secondo Massarotti, compito del medico ma anche della società e della famiglia, è cercare di arginarla, prevenirla e curarla.
(Il suicidio nella vita e nella società moderna. Sua etiologia-patogenesi-sintomatologia e profilassi)

### Omosessualità
Il dottor Vito Massarotti si interessò anche del tema dell'omosessualità, lamentando che nella sua epoca, solamente giuristi e teologi se ne occupavano ma con intenzione e volontà di condanna, mentre a suo giudizio, occorreva studiare l'amore nelle sue "anomalie" ed applicare un trattamento scientifico e psichiatrico ben più adatto. A tal proposito pubblicò, presso l'editore romano Bernardo Lux nel 1913, un saggio dal titolo "Nel regno di Ulrichs. Appunti e considerazioni sull'omosessualità maschile". Prendendo spunto da Richard von Krafft-Ebing, autore di "Psychopathia sexualis", considerava l'omosessualità una "perversione sessuale" dovuta a disturbi del sistema nervoso centrale, che si manifestavano durante l'evoluzione dell'individuo e definiva gli omosessuali in maniera più o meno accentuata, psicopatici o nevropatici. Massarotti era convinto, secondo le sue esperienze di studio, che l'omosessualità fosse una vera malattia congenita, poiché riscontrò nei suoi pazienti, come dai primi anni della loro vita il loro istinto sessuale fosse già deviato e la loro psiche sessuale era andata indirizzandosi verso il proprio sesso e pertanto considerava queste persone bisognose di comprensione, consiglio e aiuto affettuoso con profondo senso di umanità.
(Nel regno di Ulrichs: appunti e considerazioni sull'omosessualità maschile)

## Opere
- Il suicidio nella vita e nella società moderna: sua etiologia, patogenesi, sintomatologia, profilassi, B.Lux, Roma 1913, pp. 333
- Nel regno di Ulrichs: Appunti e considerazioni sull'omosessualità maschile, B.Lux, Roma 1913
- I disturbi mentali nel morbo di Basedow, B.Lux, Roma 1914, pp. 222
- Cervelli in tumulto: memorie di un neuro-psichiatra, Cebes, 1946, pp. 203
- Sonno e insonnia: cause, consigli, rimedi, Bolla, 1950, pp. 207
- Igiene nervosa del lavoro, 1950, pp. 30